# Dragan Ćirić
Dragan Ćirić, né le 15 septembre 1974 à Belgrade, est un footballeur serbe, international yougoslave, qui jouait au poste de milieu de terrain.

## Biographie
Dragan Ćirić commence sa carrière en 1992 dans les rangs du Partizan de Belgrade.
En 1997, il est recruté par le FC Barcelone où il reste jusqu'en 1999.
Après une saison à l'AEK Athènes, il rejoint le Real Valladolid en 2000 où il joue pendant quatre saisons.
En 2004, il retourne au Partizan Belgrade où il met un terme à sa carrière en 2005.

## Palmarès
- Champion de Yougoslavie en 1993, 1994, 1996, 1997 et 2005 avec le Partizan Belgrade
- Vainqueur de la Coupe de Yougoslavie en 1994 avec le Partizan Belgrade
- Champion d'Espagne en 1998 et 1999 avec le FC Barcelone
- Vainqueur de la Supercoupe de l'UEFA en 1997 avec le FC Barcelone
- Vainqueur de la Coupe d'Espagne en 1998 avec le FC Barcelone
- Vainqueur de la Coupe de Grèce en 2000 avec l'AEK Athènes